# Orde van de Prinselijke Erfenis
Dit overzicht is mogelijk incompleet; u kunt helpen door het uit te breiden.

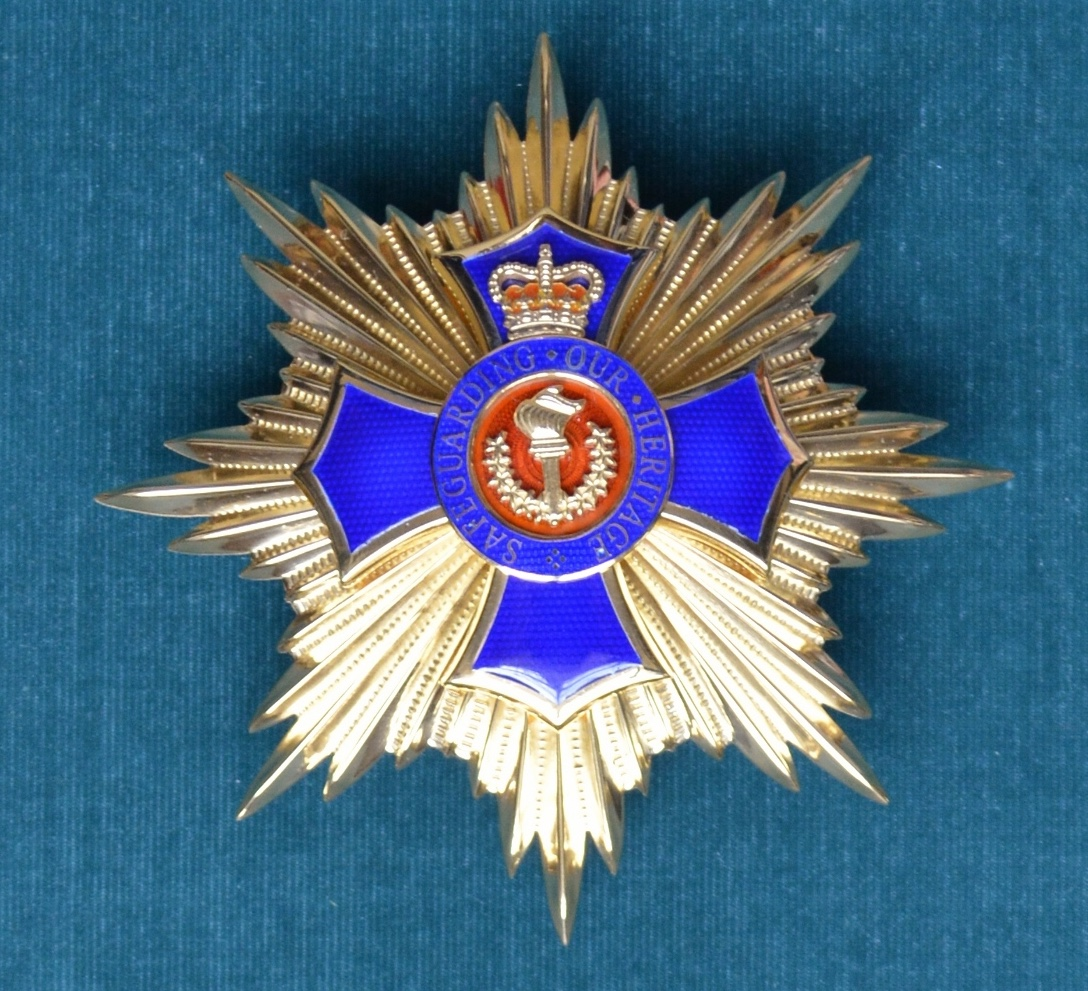
Orde van de Prinselijke Erfenis

De Orde van de Prinselijke Erfenis (Engels: Order of the Princely Heritage) is een ridderorde van Antigua en Barbuda, een koninkrijk binnen het Gemenebest. Elizabeth II van het Verenigd Koninkrijk, Koningin van Antigua en Barbuda is Souvereine van deze orde. De regering van de eilanden is verantwoordelijk voor het decoratiestelsel. De orde verving de Orde van het Britse Rijk.